# イスラエル・アデサンヤ
イスラエル・アデサンヤ（Israel Adesanya、1989年7月22日 - ）は、ニュージーランドの男性総合格闘家、元キックボクサー、元プロボクサー。ナイジェリアのラゴス州ラゴス出身。オークランド在住。シティ・キックボクシング所属。元UFC世界ミドル級王者。UFC世界ミドル級ランキング4位。イズラエル・アデサニヤとも表記される。

## 来歴
ナイジェリアのラゴスで、様々な事業を営む実業家で会計士の父親と看護師の母親の裕福な家庭に、5人兄妹の長男として生まれた。幼少期から手のつけられない子供で、8歳の時にテコンドーを習うも家の中で暴れ回るため母親に止めさせられた。
子供達に良い教育を受けさせたいという両親の方針から、ガーナに10ヶ月間滞在した後、10歳の時にニュージーランドのロトルアに移住した。高校時代は、肌の色が黒いという理由からいじめを受け、その出来事が格闘家になるきっかけになったと語っている。
映画『マッハ!!!!!!!!』、ジャッキー・チェン、アンデウソン・シウバに影響を受け、18歳からムエタイを始め、21歳からオークランドに移り、シティ・キックボクシングでトレーニングを積んだ。

### キックボクシング
2008年、アマチュアキックボクシングでデビュー。32戦全勝の戦績でプロへ転向。
2011年、プロキックボクシングデビュー。中国のキックボクシングシーンで頭角を現すと、GLORYにも参戦し、通算81戦75勝という戦績を残した。

### ボクシング
2014年11月、プロボクシングデビュー。2015年3月にワンデートーナメント大会のスーパー8で優勝し2万5000ニュージランドドルを獲得。11月にも同大会で2度目の優勝を果たし、プロボクシングでは通算6戦5勝の戦績を残した。

### 総合格闘技
2012年3月、プロ総合格闘家デビュー。メルヴィン・ギラード等に勝利し、11戦全勝の戦績でUFCと契約した。

### UFC
2018年2月11日、UFC初参戦となったUFC 221でロブ・ウィルキンソンと対戦し、スタンドパンチ連打で2RTKO勝ち。パフォーマンス・オブ・ザ・ナイトを受賞した。
2018年4月14日、UFC on FOX 29でマーヴィン・ヴェットーリと対戦し、2-1（29-28、28-29、29-28）の判定勝ち。キャリア初の判定決着となった。
2018年7月6日、The Ultimate Fighter 27 Finaleでミドル級ランキング8位のブラッド・タヴァレスと対戦し、3-0の5R判定勝ち。パフォーマンス・オブ・ザ・ナイトを受賞した。
2018年11月3日、UFC 230でミドル級ランキング6位のデレク・ブランソンと対戦。ブランソンのテイクダウンを悉く防ぎ、タックルに合わせた膝蹴りでブランソンをぐらつかせると、打撃で数度ダウンを奪い、最後は左ストレートで1RTKO勝ち。2試合連続のパフォーマンス・オブ・ザ・ナイトを受賞した。
2019年2月10日、UFC 234でミドル級ランキング15位の元UFC世界ミドル級王者アンデウソン・シウバと対戦し、3-0の判定勝ち。ファイト・オブ・ザ・ナイトを受賞した。試合後には、格闘技を始める前からの憧れの存在であったシウバに勝利したことに感極まって涙をみせた。同大会のメインイベントはロバート・ウィテカーとケルヴィン・ガステラムのUFC世界ミドル級タイトルマッチが予定されていたが、ウィテカーが腸の腹部ヘルニアで大会当日に欠場したため、アデサンヤとシウバの試合がメインイベントにスライドされる形となった。

#### UFC世界王座獲得
2019年4月13日、UFC 236のUFC世界ミドル級暫定王座決定戦でミドル級ランキング4位のケルヴィン・ガステラムと対戦。両者一歩も譲らぬ激しい打撃の応酬を見せ激闘を繰り広げると、4Rに左ハイキックを受け追撃のパンチでふらつく場面もみせたが、5Rに壮絶な打ち合いからダメージの蓄積したガステラムを3度ダウンさせKO寸前まで追い詰め、3-0（48-46、48-46、48-46）の5R判定勝ち。暫定王座獲得に成功し、2試合連続のファイト・オブ・ザ・ナイトを受賞した。また、この試合は同年のUFCファイト・オブ・ザ・イヤーを受賞し、2025年2月8日にはUFC殿堂入りを果たした。
2019年10月6日、UFC 243のUFC世界ミドル級王座統一戦で正規王者のロバート・ウィテカーと対戦し、1R終了直前に右フックでダウンを奪うと、2Rにスウェーで体をのけぞらせた体勢から右フックと左フックのカウンターを2発連続でヒットさせダウンを奪い、追撃のパウンドでKO勝ち。王座統一に成功し、パフォーマンス・オブ・ザ・ナイトを受賞した。同大会には57,127人の観衆が集まり、2015年11月14日に同じマーベル・スタジアム（当時の名称はドックランズ・スタジアム）で開催されたUFC 193の56,214人を抑えて、UFCの最多観客動員記録を更新した。
2020年3月7日、UFC 248のUFC世界ミドル級タイトルマッチでミドル級ランキング3位の挑戦者ヨエル・ロメロと対戦。5Rを通して双方の手数が少ない凡戦となったものの、的確にローキックをヒットさせ続けたアデサンヤが、3-0（48-47、48-47、49-46）の5R判定勝ちを収め、王座の初防衛に成功した。試合後には消極的な試合だったことを、アデサンヤは「俺はジムで人形をスパーリグパートナーにして戦っていたのだろう」と、ロメロは「彼は走ってばかりだった。あれはチャンピオンではない」と互いに非難し合った。
2020年9月27日、UFC 253のUFC世界ミドル級タイトルマッチでミドル級ランキング2位の挑戦者パウロ・コスタと対戦。1Rから右ローキックと左ミドルキックを効かせ、2Rにテンプルへかすめた左フックでダウンを奪いパウンドでTKO勝ち。2度目の王座防衛に成功し、パフォーマンス・オブ・ザ・ナイトを受賞した。尚、無敗の選手同士がタイトルマッチで対戦したのは、男子の試合では2009年のUFC 98で行われたラシャド・エヴァンス対リョート・マチダ以来、UFC史上2度目となった。
2021年3月6日、UFC 259のUFC世界ライトヘビー級タイトルマッチで1階級上のUFC世界ライトヘビー級王者ヤン・ブラホヴィッチに挑戦。1Rから3Rにかけてはスタンドで一進一退の攻防を繰り広げたものの、4Rと5Rにテイクダウンを奪われるなどポイントに差をつけられ0-3の5R判定負け。ライトヘビー級王座獲得に失敗し、キャリア21戦目で総合格闘技初黒星を喫した。
2021年6月12日、UFC 263のUFC世界ミドル級タイトルマッチでミドル級ランキング3位の挑戦者マーヴィン・ヴェットーリと約3年ぶりに再戦。テイクダウンを奪われても直ぐに立ち上がるなどヴェットーリの持ち味を潰しつつ、スタンドの攻防で終始圧倒して3-0（50-45、50-45、50-45）の5R判定勝ち。3度目の王座防衛に成功した。
2022年2月12日、UFC 271のUFC世界ミドル級タイトルマッチでミドル級ランキング1位の挑戦者ロバート・ウィテカーと約2年4カ月ぶりに再戦し、3-0（48-47、48-47、49-46）の5R判定勝ち。4度目の王座防衛に成功した。
2022年7月2日、UFC 276のUFC世界ミドル級タイトルマッチでミドル級ランキング2位の挑戦者ジャレッド・キャノニアと対戦し、3-0（49-46、49-46、50-45）の5R判定勝ち。5度目の王座防衛に成功した。この試合でアデサンヤはクリプト・ドットコムのファン・ボーナス・オブ・ザ・ナイトで1位を受賞し、3万ドル分のビットコインを獲得した。

#### UFC世界王座陥落
2022年11月12日、UFC 281のUFC世界ミドル級タイトルマッチで、キックボクシング時代にアデサンヤに2度勝利しているミドル級ランキング4位の挑戦者アレックス・ペレイラと対戦。1R終了間際に右ストレートと左フックを効かせ、グラウンドの攻防でも優勢に立ち、4Rまでのジャッジの採点で3者全員が39-37をつけるなどリードしていたが、5Rに左フックを効かされ追撃のスタンドパンチ連打で逆転のTKO負け。王座から陥落し、ミドル級における初黒星となった。
UFC 281の翌週にジョン・F・ケネディ国際空港にて、金属製のナックルダスターを所持していた容疑で逮捕されるが、ファンからのプレゼントであったため、その場でナックルダスターを処分し、直ぐに開放されニュージーランドへの帰国を許可された。

#### UFC世界王座奪還
2023年4月8日、UFC 287のUFC世界ミドル級タイトルマッチで王者アレックス・ペレイラにダイレクトリマッチで挑戦。ローキックを効かされるものの、2Rにパンチと膝蹴りのコンビネーションで攻勢に出たペレイラにケージを背にした状態からカウンターの右フックをヒットさせ、効かせたところに右ストレートで追撃し失神KO勝ち。UFCミドル級史上初となる王座再獲得に成功するとともにリベンジを果たし、パフォーマンス・オブ・ザ・ナイトを受賞した。試合後にアデサンヤは試合1週間前のトレーニング中に膝の膝内側側副靱帯を損傷する怪我を負っていたことを明かした。

#### UFC世界王座陥落
2023年9月10日、UFC 293のUFC世界ミドル級タイトルマッチでミドル級ランキング5位の挑戦者ショーン・ストリックランドと対戦。試合前のオッズでは1.2倍対5.5倍で圧倒的有利と目されていたが、1Rに右ストレートでダウンを奪われ、その後もストリックランドのプレッシャーとディフェンスを前に終始劣勢となり0-3の5R判定負け。王座から陥落した。
2023年9月25日、アデサンヤはオークランド地方裁判所に出席し、8月19日の飲酒運転の容疑を認め、2024年1月10日、懲役刑の代わりに500ニュージーランド・ドルの罰金と6か月の運転免許停止処分が言い渡された。
2024年8月18日、約1年ぶりの復帰戦となったUFC 305のUFC世界ミドル級タイトルマッチで王者ドリカス・デュ・プレシに挑戦。スタンドの攻防で優勢に立つも、4Rにテイクダウンを奪われリアネイキドチョークでキャリア初の一本負け。王座獲得に失敗した。
2025年2月1日、UFC Fight Night: Adesanya vs. Imavovでミドル級ランキング5位のナッソーディン・イマボフと対戦。1Rをコントロールしたものの、2Rに右ストレートでダウンを奪われパウンドでTKO負け。なお、アデサンヤがノンタイトルマッチを行ったのは約6年ぶりであった。

## ファイトスタイル
卓越した身体能力に加え、ミドル級にしてリーチが203cmで身長も193cmという恵まれた体型を持つ。ボクシングの攻防に優れ、並外れた動体視力と反応速度を駆使したスウェーからのカウンター攻撃を得意とする。また、ボクシングの攻防のみならず、蹴り技も得意としており、遠距離と中間距離では長い脚を活かした変則的なハイキックやミドルキック、カーフキックを見せ、近距離では膝蹴りを繰り出す。さらに、元キックボクサーながら、総合格闘技において優れた適応能力をみせ、テイクダウンディフェンス率は77%を誇る。

## 人物・エピソード

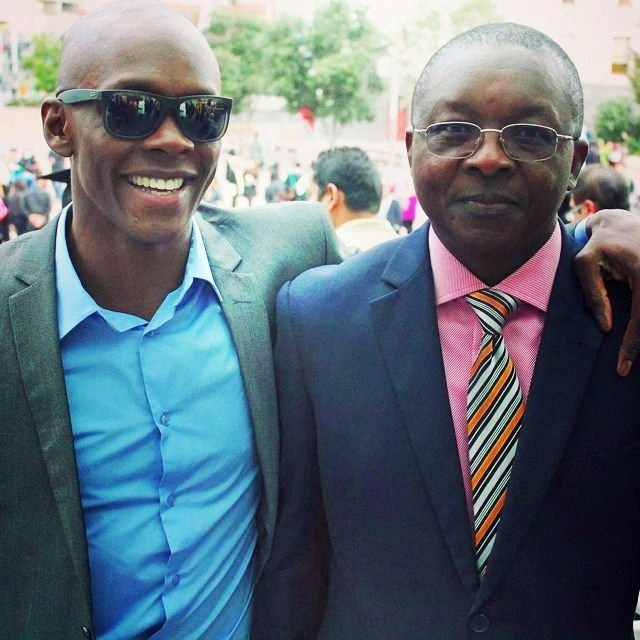
2014年、父親(右)と共に記念撮影するアデサンヤ(左)

- 2020年9月17日に大手スポーツブランドのプーマと複数年契約を結んだ。プーマと契約を結んだ総合格闘家はアデサンヤが初である[42]。
- 子供の頃の夢はアニメーターで選手引退後にはアニメ制作会社を立ち上げたいと語るアニメ好きであるが[43]、特に『NARUTO -ナルト-』が好きで、腹部に八卦封印のタトゥーを入れており、選手コールの際に口寄せの術のポーズをとることもある。UFC 234では計量時と試合中にロック・リーのポーズで対戦相手のアンデウソン・シウバを挑発したが、本人によるとロック・リーが我愛羅と対戦した時のものをイメージしたのだという[44][45][46]。UFC 253のメディア会見では暁の模様をあしらったシャツを着て出席した[47]。
- UFC世界ミドル級王座を獲得したUFC 243の選手コール時には、『DEATH NOTE』をモチーフにジェスチャーでノートに対戦相手のロバート・ウィテカーの名前を書き記すパフォーマンスを行った。試合後の記者会見では「俺にはシニガミが憑いている。ただデスノートに彼（ロバート・ウィテカー）の名前を書いただけだ。ノートのルールを知っている人なら分かると思うけど、ちゃんと時間通りだったよ」とコメントした[48]。
- 自身のニックネームである「ザ・ラスト・スタイルベンダー（The Last Stylebender）」もアニメ『アバター 伝説の少年アン（Avatar: The Last Airbender）』から名付けられたものである[44]。
- 子供の頃からストリートダンスが趣味で、UFC 243の入場時に行ったダンスパフォーマンスのバックダンサーは10代の頃からのダンス仲間である[49]。
- 上記の『NARUTO -ナルト-』の八卦封印の他に、デッドプールやカルビンとホッブスのタトゥー、背中全体には龍のタトゥーを入れている。また、胸上部に「BROKEN NATIVE」とタトゥーを入れており、これは自身が生まれ育ったナイジェリアとニュージーランド両国への忠誠心を示している[50]。
- 2021年10月、『グラップラー刃牙』のNetflixオリジナルアニメシリーズである『範馬刃牙』のボイスオーバーを務めた[51]。
- UFC 248の記者会見で対戦相手のヨエル・ロメロに対して「俺が奴に触れ続けたら、いずれ奴はツインタワー（アメリカ同時多発テロ事件の標的となったワールドトレードセンター）のように崩れ落ちるだろう」と発言したことが物議を醸し[52]、アデサンヤはSNSで「より言葉に気をつけていきたい」と謝罪した[53]。
- 2021年3月25日、挑発を繰り返されるなど因縁のあったケビン・ホランドに対して、Instagramで「お前をレイプしてやる」と発言したことが物議を醸し、ニュージーランド副首相兼スポーツ大臣のグラント・ロバートソンから「軽率なコメントだ」と批判され、決まっていたBMWのアンバサダーも取りやめとなった[54][55]。
- 2020年2月13日に開催された、1949年から続くニュージーランドで最も権威あるスポーツ賞「ハルバーグ・アワード（Halberg Awards）」の第57回授賞式で、最も顕著な活躍をしたニュージーランドのアスリートに贈られる「2019年スポーツマン・オブ・ザ・イヤー（2019 Sportsman of the Year）」を受賞した。ボクサーやキックボクサーを含めた格闘家で同賞を受賞したのはアデサンヤが史上初となった[56]。
- ロバート・ウィテカー戦後に、50万ドル相当の愛車マクラーレン・720Sを購入した[57]。また、2021年には母親にポルシェ・カイエン、父親にベントレー・コンチネンタルGTをプレゼントしている[58][59]。
- パウロ・コスタやデレク・ブランソンに「Skinny（痩せっぽちの意）」と挑発されてきたことについて、アデサンヤは「これはボディビルでもミスター・オリンピア（国際的なボディビル大会）でもない。俺のことをどう見ようが、それはどうでもいいことだ」と語っている[60]。
- アレックス・ペレイラとはキックボクシングで2度、総合格闘技で2度対戦するなど長きに渡り因縁があったが、アデサンヤがUFC 305でドリカス・デュ・プレシと対戦する前に、ペレイラは「アデサンヤが勝つことを願っている。彼には素晴らしい物語がある。私はもう彼に腹を立てていないし、恨みも持っていない。彼を知る人は皆、口を揃えて彼を親切だと言っている。いつか彼とトレーニングして知識を共有したい」と語り、アデサンヤは「ペレイラは特別なファイターだ。彼が格闘技と人生で成し遂げたこと常にを尊敬している」と語りお互いに敬意を表した[61][62]。
- UFCでは体重超過者がファイトマネーの30パーセントを対戦相手に譲渡するルールを適用しているが、アデサンヤはチームメイトのシェーン・ヤングがUFC 253で体重超過者に敗れた際「30パーセントは十分じゃない。90パーセントを取り上げれば、奴ら（体重超過者）は90分内の毎秒毎秒を減量に費やすだろうし、それすらできない奴は論外だ」と語っている[63]。
- 2020年11月29日、ロサンゼルスのステイプルズ・センターで行われたマイク・タイソン vs. ロイ・ジョーンズ・ジュニアのコメンテーターを務めた[64]。

## 戦績

### 総合格闘技
| 総合格闘技 戦績 | 総合格闘技 戦績 | 総合格闘技 戦績 | 総合格闘技 戦績 | 総合格闘技 戦績 | 総合格闘技 戦績 | 総合格闘技 戦績 |
| --------------- | --------------- | --------------- | --------------- | --------------- | --------------- | --------------- |
| 29 試合         | (T)KO           | 一本            | 判定            | その他          | 引き分け        | 無効試合        |
| 24 勝           | 16              | 0               | 8               | 0               | 0               | 0               |
| 5 敗            | 2               | 1               | 2               | 0               | 0               | 0               |

| 勝敗 | 対戦相手                         | 試合結果                             | 大会名                                                                   | 開催年月日     |
| ×    | ナッソーディン・イマボフ         | 2R 0:30 TKO（右ストレート→パウンド） | UFC Fight Night: Adesanya vs. Imavov                                     | 2025年2月1日   |
| ×    | ドリカス・デュ・プレシ           | 4R 3:38 リアネイキドチョーク         | UFC 305: du Plessis vs. Adesanya 【UFC世界ミドル級タイトルマッチ】       | 2024年8月18日  |
| ×    | ショーン・ストリックランド       | 5分5R終了 判定0-3                    | UFC 293: Adesanya vs. Strickland 【UFC世界ミドル級タイトルマッチ】       | 2023年9月10日  |
| ○    | アレックス・ペレイラ             | 2R 4:21 KO（右ストレート→パウンド）  | UFC 287: Pereira vs. Adesanya 2 【UFC世界ミドル級タイトルマッチ】        | 2023年4月8日   |
| ×    | アレックス・ペレイラ             | 5R 2:01 TKO（スタンドパンチ連打）    | UFC 281: Adesanya vs. Pereira 【UFC世界ミドル級タイトルマッチ】          | 2022年11月12日 |
| ○    | ジャレッド・キャノニア           | 5分5R終了 判定3-0                    | UFC 276: Adesanya vs. Cannonier 【UFC世界ミドル級タイトルマッチ】        | 2022年7月2日   |
| ○    | ロバート・ウィテカー             | 5分5R終了 判定3-0                    | UFC 271: Adesanya vs. Whittaker 2 【UFC世界ミドル級タイトルマッチ】      | 2022年2月12日  |
| ○    | マーヴィン・ヴェットーリ         | 5分5R終了 判定3-0                    | UFC 263: Adesanya vs. Vettori 2 【UFC世界ミドル級タイトルマッチ】        | 2021年6月12日  |
| ×    | ヤン・ブラホヴィッチ             | 5分5R終了 判定0-3                    | UFC 259: Błachowicz vs. Adesanya 【UFC世界ライトヘビー級タイトルマッチ】 | 2021年3月6日   |
| ○    | パウロ・コスタ                   | 2R 3:59 TKO（左フック→パウンド）     | UFC 253: Adesanya vs. Costa 【UFC世界ミドル級タイトルマッチ】            | 2020年9月27日  |
| ○    | ヨエル・ロメロ                   | 5分5R終了 判定3-0                    | UFC 248: Adesanya vs. Romero 【UFC世界ミドル級タイトルマッチ】           | 2020年3月7日   |
| ○    | ロバート・ウィテカー             | 2R 3:33 KO（左フック→パウンド）      | UFC 243: Whittaker vs. Adesanya 【UFC世界ミドル級王座統一戦】            | 2019年10月6日  |
| ○    | ケルヴィン・ガステラム           | 5分5R終了 判定3-0                    | UFC 236: Holloway vs. Poirier 2 【UFC世界ミドル級暫定王座決定戦】        | 2019年4月13日  |
| ○    | アンデウソン・シウバ             | 5分3R終了 判定3-0                    | UFC 234: Adesanya vs. Silva                                              | 2019年2月10日  |
| ○    | デレク・ブランソン               | 1R 4:51 TKO（左ストレート）          | UFC 230: Cormier vs. Lewis                                               | 2018年11月3日  |
| ○    | ブラッド・タヴァレス             | 5分5R終了 判定3-0                    | The Ultimate Fighter 27 Finale                                           | 2018年7月6日   |
| ○    | マーヴィン・ヴェットーリ         | 5分3R終了 判定2-1                    | UFC on FOX 29: Poirier vs. Gaethje                                       | 2018年4月15日  |
| ○    | ロブ・ウィルキンソン             | 2R 3:37 TKO（スタンドパンチ連打）    | UFC 221: Romero vs. Rockhold                                             | 2018年2月11日  |
| ○    | スチュワート・デア               | 1R 4:53 KO（ハイキック）             | Hex Fighting Series 12 【Hex Fighting Seriesミドル級王座決定戦】         | 2017年11月24日 |
| ○    | メルヴィン・ギラード             | 1R 4:49 TKO（パウンド）              | Australia Fighting Championship 20 【AFCミドル級王座決定戦】             | 2017年7月28日  |
| ○    | ムラド・クラマゴメドフ           | 2R 1:05 TKO（パウンド）              | Wu Lin Feng: E.P.I.C 4                                                   | 2016年5月28日  |
| ○    | アンドリュー・フローレス・スミス | 1R終了時 TKO（コーナーストップ）     | Glory of Heroes 2                                                        | 2016年5月7日   |
| ○    | ディビール・ザギロフ             | 2R 2:23 TKO（パウンド）              | Wu Lin Feng: E.P.I.C 2                                                   | 2016年3月13日  |
| ○    | ウラジミール・カティヒン         | 2R終了時 TKO（ドクターストップ）     | Wu Lin Feng: E.P.I.C 1                                                   | 2016年1月13日  |
| ○    | ギール・クイン                   | 2R 3:37 TKO（肘打ち連打）            | Wu Lin Feng 2015: New Zealand vs. China                                  | 2015年9月5日   |
| ○    | マウイ・ツイガマラ               | 2R 1:25 TKO（左ミドルキック）        | Fair Pay Fighting 1                                                      | 2015年9月5日   |
| ○    | ソン・ケナン                     | 1R 1:59 TKO（パンチ）                | The Legend of Emei 3                                                     | 2015年8月8日   |
| ○    | ジョン・ヴェイク                 | 2R 3:10 TKO（パウンド）              | Shuriken MMA: Best of the Best                                           | 2013年6月15日  |
| ○    | ジェームス・グリフィス           | 1R 2:09 TKO（パウンド）              | Supremacy Fighting Championship 9                                        | 2012年3月24日  |

### キックボクシング
- プロキックボクシング：81戦75勝5敗1分

### ボクシング
| プロボクシング 戦績 | プロボクシング 戦績 | プロボクシング 戦績 | プロボクシング 戦績 | プロボクシング 戦績 | プロボクシング 戦績 | プロボクシング 戦績 |
| ------------------- | ------------------- | ------------------- | ------------------- | ------------------- | ------------------- | ------------------- |
| 6 試合              | (T)KO               | 判定                | その他              | 引き分け            | 無効試合            |                     |
| 5 勝                | 1                   | 4                   | 0                   | 0                   | 0                   |                     |
| 1 敗                | 0                   | 1                   | 0                   | 0                   | 0                   |                     |

| 戦           | 日付           | 勝敗 | 時間 | 内容    | 対戦相手                 | 国籍             | 備考                   |
| ------------ | -------------- | ---- | ---- | ------- | ------------------------ | ---------------- | ---------------------- |
| 1            | 2014年11月22日 | 敗北 | 4R   | 判定0-3 | ダニエル・アマン         | オーストラリア   | Super 8 II 【1回戦】   |
| 2            | 2015年3月28日  | 勝利 | 2R   | KO      | アッシャー・ダービシャー | ニュージーランド | Super 8 III 【1回戦】  |
| 3            | 2015年3月28日  | 勝利 | 3R   | 判定2-0 | ランス・ブライアント     | ニュージーランド | Super 8 III 【準決勝】 |
| 4            | 2015年3月28日  | 勝利 | 4R   | 判定2-1 | ブライアン・ミント       | アメリカ合衆国   | Super 8 III 【決勝】   |
| 5            | 2015年11月3日  | 勝利 | 3R   | 判定3-0 | ゼーン・ホップマン       | ニュージーランド | Super 8 IV 【準決勝】  |
| 6            | 2015年11月3日  | 勝利 | 4R   | 判定3-0 | ランス・ブライアント     | ニュージーランド | Super 8 IV 【決勝】    |
| テンプレート |                |      |      |         |                          |                  |                        |

## 獲得タイトル

### キックボクシング
- King in the Ring 86 kg II 優勝（2014年）
- King in the Ring 86 kg III 優勝（2014年）
- King in the Ring 100 kg III 優勝（2015年）
- GLORYミドル級コンテンダートーナメント 優勝（2016年）

### ボクシング
- Super 8 III クルーザー級トーナメント 優勝（2015年）
- Super 8 IV クルーザー級トーナメント 優勝（2015年）

### 総合格闘技
- 第4代AFCミドル級王座（2017年）
- Hex Fighting Seriesミドル級王座（2017年）
- UFC世界ミドル級暫定王座（2019年）
- 第11代UFC世界ミドル級王座（2019年）
- 第13代UFC世界ミドル級王座（2023年）

## 表彰
- UFC
  - UFC パフォーマンス・オブ・ザ・ナイト（6回）
  - UFC ファイト・オブ・ザ・ナイト（2回）
  - UFC ファイト・オブ・ザ・イヤー（2019年/ケルヴィン・ガステラム戦）[65]
  - UFC殿堂入り（試合部門・UFC 236）
- MMA Fighting
  - ブレイクスルー・ファイター・オブ・ザ・イヤー（2018年）
  - ファイター・オブ・ザ・イヤー（2019年）
  - ファイト・オブ・ザ・イヤー（2019年/ケルヴィン・ガステラム戦）
- MMAJunkie
  - ニューカマー・オブ・ザ・イヤー（2018年）
  - 男子ファイター・オブ・ザ・イヤー（2019年）
  - ファイト・オブ・ザ・イヤー（2019年/ケルヴィン・ガステラム戦）
- World MMA Awards
  - ブレイクスルー・ファイター・オブ・ザ・イヤー（2018年）
  - ファイター・オブ・ザ・イヤー（2019年-2020年）
  - インターナショナル・ファイター・オブ・ザ・イヤー（2019年-2020年）
  - インターナショナル・ファイター・オブ・ザ・イヤー（2021年）
- ニュージーランド・スポーツマン・オブ・ザ・イヤー（2019年/ハルバーグ・アワード）

## ペイ・パー・ビュー販売件数
| 開催年月日     | イベント                                                       | 販売件数 | 備考  |
| -------------- | -------------------------------------------------------------- | -------- | ----- |
| 2022年11月12日 | UFC 281: イスラエル・アデサンヤ vs. アレックス・ペレイラ       | 85万件   | ESPN+ |
| 2022年7月2日   | UFC 276: イスラエル・アデサンヤ vs. ジャレッド・キャノニア     | 40万件   | ESPN+ |
| 2022年2月12日  | UFC 271: イスラエル・アデサンヤ vs. ロバート・ウィテカー 2     | 60万件   | ESPN+ |
| 2021年6月12日  | UFC 263: イスラエル・アデサンヤ vs. マーヴィン・ヴェットーリ 2 | 60万件   | ESPN+ |
| 2021年3月6日   | UFC 259: ヤン・ブラホヴィッチ vs. イスラエル・アデサンヤ       | 80万件   | ESPN+ |
| 2020年9月27日  | UFC 253: イスラエル・アデサンヤ vs. パウロ・コスタ             | 70万件   | ESPN+ |